# Sicarius nicoleti
Sicarius nicoleti là một loài nhện trong họ Sicariidae. S. nicoleti được miêu tả năm 1880 bởi Eugen von Keyserling.